# سامانثا كارتر

سامانثا كارتر (بالإنجليزية: Samantha Carter)‏ هي شخصية خيالية في المسلسل التلفزيوني الكندي الأمريكي ستارغيت إس جي 1 وستارغيت أتلانتس، مسلسلان خياليان حول فريق عسكري يستكشف المجرة عبر شبكة جهاز فضائي. تلعب دورها الممثلة الإنجليزية الكندية أماندا تابينغ، كارتر كانت شخصية رئيسية في كل المواسم العشرة من ستارغيت إس جي 1 (1997–2007). ثم في دور ثانوي في ستارغيت أتلانتس في المواسم الثلاثة الأولى (2004–2007), ثم أصبحت كارتر شخصية رئيسية في الموسم الرابع من أتلانتس (2007–2008) كما ظهرت في فيلم ستارغيت: ذي آرك أوف تروث وستارغيت: كونتينوم.
سامانتا كارتر هي عالمة فيزيائية، ومهندسة وطيارة وكانت رئيسة «بعثة أطلانتيس التشغيلية» لمدة سنة واحدة بعد أن لعبت دورا رئيسيا في تحقيق برنامج الستارغيت وكونها عضوة في SG-1. كوصفها خبيرة الأرض في الستارغيت والفضائيين.